# Paul Regina
Paul Joseph Regina (Brooklyn, 25 ottobre 1956 – Smithtown, 31 gennaio 2006) è stato un attore statunitense.

## Biografia
Paul Joseph Regina Jr. è nato a Brooklyn, New York, figlio di Irma (nata Manjarrez), impiegata dell'Internal Revenue Service, e di Paul Joseph Regina, un artigiano. Di origini italiane, messicane e portoricane, è cresciuto a Medford, New York, e si è diplomato alla Patchogue-Medford High School nel 1974 dopo aver preso parte a diverse recite e musical scolastici. Paul ha frequentato il Kentucky Wesleyan College a Owensboro nel Kentucky.
Regina è stato sposato con Nancy Dye, sua insegnante in un workshop di improvvisazione, dal 1990 fino alla sua morte nel 2006. Hanno avuto una figlia, Nicolette. Dopo aver trascorso più di 20 anni a Hollywood, è tornato nella sua casa d'infanzia di Medford, New York per stare con la sua famiglia. Regina è morto di cancro al fegato a Smithtown, New York il 31 gennaio 2006, all'età di 49 anni.

### Carriera
Regina iniziò a lavorare professionalmente sul palcoscenico in una produzione off-Broadway di The World of Sholom Aleichem nel 1976. Interpretò Kenickie in una compagnia nazionale in tournée del musical Grease, e in seguito apparve brevemente nella produzione di Broadway. Nel corso della sua carriera è apparso in diverse altre opere teatrali sia a Los Angeles che a New York.
Ha iniziato ad apparire in televisione nel 1978 nella serie Police Woman. Ha avuto ruoli da protagonista nella serie televisiva "Joe & Valerie" dal 1978 al 1979 con Char Fontane e "Zorro and Son" nel 1983 con Henry Darrow.
Regina è diventato noto per la sua interpretazione di Cliff Waters, nella rivoluzionaria sitcom degli anni '80 di Showtime Brothers, la prima sitcom americana con protagonisti omosessuali a trattare l'omosessualità in modo concreto. Lo spettacolo è andato in onda dal 1984 al 1989.
È apparso in diversi film per la televisione e ha avuto apparizioni come guest star in diverse serie televisive. Ha anche avuto un ruolo ricorrente in sei episodi di L.A. Law - Avvocati a Los Angeles nel ruolo dell'avvocato Felix Echeverria, dal 1988 al 1992, e in seguito apparve in quindici episodi della serie televisiva del 1993-1994 Gli intoccabili, interpretando Frank Nitti, uno dei principali scagnozzi di Al Capone.

## Filmografia parziale

### Cinema
- In amore si cambia (1980)
- Adam (1983)
- Bounty Tracker - Poliziotto a Los Angeles (1993)
- Un party per Nick (1996)

### Televisione
- Pepper Anderson - Agente speciale
- Brothers
- L.A. Law - Avvocati a Los Angeles
- The Untouchables